# زینکیو
زینکیو (به روسی: Зіньків) شهری در استان پولتاوا در کشور اوکراین واقع شده‌است. جمعیت این شهر ۹,۳۲۸ نفر (۲۰۲۱ تخمینی) است.